# シェルピンスキー数
シェルピンスキー数（シェルピンスキーすう、Sierpinski number）とは、全ての自然数 n に対して k × 2n + 1 が合成数（素数ではない 2 以上の整数）となるような正の奇数 k のことである。
言い換えると、k がシェルピンスキー数ならば次の集合の元は全て合成数となる。
{\displaystyle \left\{\,k\times 2^{n}+1:n\in \mathbb {N} \,\right\}}
1960年に、ポーランドの数学者ヴァツワフ・シェルピンスキ (Waclaw Sierpinski, 1882–1969) は、全ての n について k × 2n + 1 が決して素数とならない正の奇数 k が無限にあることを証明した。
1962年に、ジョン・セルフリッジ (John Selfridge) は 78557 がシェルピンスキー数であることを示した。つまり、Sn = 78557 × 2n + 1 は常に合成数となる。なぜならば、簡単な議論によって Sn は 3, 5, 7, 13, 19, 37, 73 のいずれかで割り切れることが分かるからである。例えば n が偶数ならば Sn は 3 で割り切れ、n が 4 で割って 1 余る数ならば Sn は 5 で割り切れる。
知られているシェルピンスキー数は以下のように続く。
78557, 271129, 271577, 322523, 327739, 482719, 575041, 603713, 903983, 934909, … （オンライン整数列大辞典の数列 A076336）

## シェルピンスキーの問題
78557 がシェルピンスキー数であることは証明されているが、この数が最小のシェルピンスキー数であるかどうかはまだ分かっていない。最小のシェルピンスキー数を求める問題を、シェルピンスキーの問題という。

### Seventeen or Bust
分散コンピューティングによるプロジェクト "Seventeen or Bust" では、シェルピンスキーの問題の解決を目的として、78557 より小さいシェルピンスキー数の候補に対して素数の検索を行っている。プロジェクト名の由来は、プロジェクトを開始した2002年3月の時点で17個の候補があったためである。検索している全ての候補について素数が発見されたならば 78557 が最小のシェルピンスキー数ということになる。
このプロジェクトにより、2016年10月の時点で12個の素数が発見されており、2016年11月現在、素数となる数が見つかっていない k は、21181, 22699, 24737, 55459, 67607 の5個である。
2004年12月30日には、k = 28433 の系列で2,357,207桁の素数 28433 × 27830457 + 1 が発見された。発見時には、38番目のメルセンヌ素数である 26972593 - 1（2,098,960桁）を抜いて、当時知られていた素数の中では4番目に大きなものとして記録された。2007年5月5日には、k = 19249 の系列で3,918,990桁の素数 19249 × 213018586 + 1 が発見された。2012年6月の時点で知られている素数の中では10番目に大きい（9番目までは全てメルセンヌ素数）。
2016年10月31日には、k = 10223 の系列で9,383,761桁の素数 10223 × 231172165 + 1 が発見された。2016年11月の時点で知られている素数の中では7番目に大きい（6番目までは全てメルセンヌ素数）。。

## リーゼル数
リーゼル数 (Riesel number) とは、シェルピンスキー数と似た定義の数であり、全ての自然数 n に対して k × 2n − 1 が合成数となる正の奇数 k である。スウェーデンの数学者ハンス・リーゼルに因む。知られているリーゼル数は
509203, 762701, 777149, 790841, 992077, … (A101036)
と続く。509203 が最小のリーゼル数かどうかは知られていない。シェルピンスキー数に対する Seventeen or Bust と同様の取り組みとして、リーゼル数に対しては Riesel Sieve Project が立ち上げられ、その後 PrimeGrid が作業を引き継いでいる。509203 より小さく、k × 2n − 1 の形で素数となるものが見つかっていない k は2020年12月の時点で48個ある。

## ブリエ数
ブリエ数 (Brier number) とは、シェルピンスキー数でもあり、リーゼル数でもある数である。つまり、全ての自然数 n に対して k × 2n + 1 および k × 2n − 1 が合成数となる正の奇数 k のことである。
知られているブリエ数は
3316923598096294713661, 10439679896374780276373, 11615103277955704975673, … (A076335)
と続く。これより小さなブリエ数があるかどうかは分かっていない。